# Segna di Bonaventura

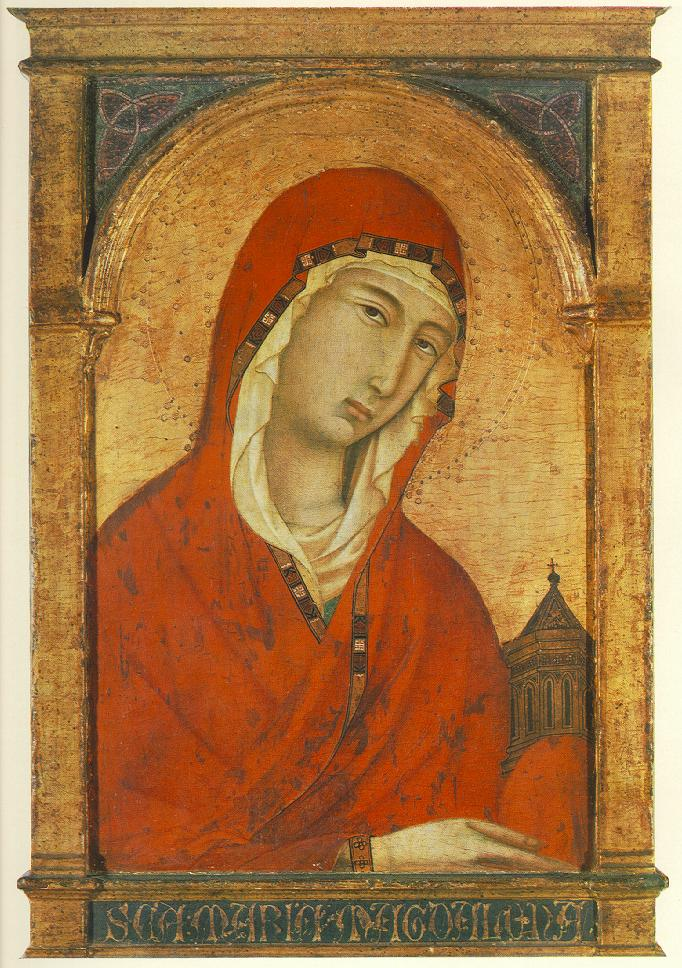
Santa Maddalena, 44,2 × 29,1 cm, Alte Pinakothek, München, c. 1320

Segna di Bonaventura, ook Segna di Buonaventura geschreven, was een Italiaanse schilder afkomstig uit Siena die gerekend wordt tot de Sienese school. Zijn vader was Bonaventura di Buoninsegna, de broer van Duccio di Buoninsegna, hij was dus een neef maar ook leerling van Duccio, wiens stijl hij aanvankelijk trouw voortzette. Later evolueerde hij meer en meer naar de dichter bij de gotiek aanleunende stijl van Simone Martini. Hij had twee zonen Nicollò en Francesco die ook niet onverdienstelijke schilders waren.

## Werken
Hij was actief tussen 1298 en 1327, voor 4 november 1331 volgens anderen.
Er zijn documenten teruggevonden die naar Segna wijzen van december 1298 tot mei 1326, maar de historici zijn niet zeker dat alle documenten over dezelfde persoon handelen. Hij ontving 10 lire in 1306 voor een paneel dat hij schilderde voor de Biccherna in het Palazzo Pubblico van Siena. Uit een zeventiende-eeuwse kopie van de rekeningen van de abdij van Lecceto, bleek dat hij in december 1317 vier florijnen ontving als gedeeltelijke betaling voor een altaarstuk. Uit de documenten blijkt ook dat hij gevestigd was in de parochie van San Pietro in de Borgo d'Ovile tussen 1316 en 1318. Op 21 juli 1319 bevindt hij zich volgens een akte in Arezzo en op 8 november van dat jaar ontvangt hij een betaling van acht lire voor een herstelling aan een Madonna in het Palazzo Pubblico. En een laatste betaling vond plaats op 27 augustus 1321, hij ontving toen 1 lira en 11 soldi voor een paneel met de "articuli fidei" voor het Palazzo Pubblico.
Er zijn vier gesigneerde werken van hem gekend:
- Een kruisbeeld in het Poesjkinmuseum in Moskou
- De Maestà van de Collegiata di Castiglion Fiorentino, waarschijnlijk een kopie van de Maestà die Duccio maakte voor de Capella del Nove[5] in het Palazzo Pubblico van Siena.
- Vijf panelen van een polyptiek (ca. 1320) gemaakt voor de Sylvestrinen[6], die ontmanteld werd voor 1920 namelijk:
  - Een Madonna met Kind (MMA 24.78a Metropolitan Museum of Art, New York)
  - De heilige Benedictus (MMA 24.78b Metropolitan Museum of Art, New York)
  - Sylvester Guzzolini (MMA 24.78c Metropolitan Museum of Art, New York)
  - Johannes de evangelist (MMA 41.100.22 Metropolitan Museum of Art, New York)
  - Johannes de Doper (Museo di San Francesco, Assisi)
- Vier onderdelen van de polyptiek N°40 van de Pinacoteca Nazionale di Siena, die eveneens ontmanteld werd. De polyptiek, gedateerd tussen 1315 en 1317, werd door kardinaal Anton Felice Zondadari (1740-1823) aan de abdij van Berardenga geschonken. Het werk is gesigneerd op de schouder van Sint Paulus met: "Segna me fecit". Het centrale paneel ontbreekt maar de bewaarde onderdelen zijn:
  - Sint Paulus
  - Een Madonna
  - Johannes de evangelist
  - De heilige Romualdus

Daarnaast zijn er een ganse reeks werken die op basis van stijlkenmerken aan de kunstenaar worden toegewezen. De volgende lijst geeft een aantal hiervan.
- Angers, Musée des Beaux-arts: Giudizio Universale (Tempera op paneel, 124 × 60 cm, ca. 1300-1305).
- Arezzo, Badia delle Sante Flora e Lucilla: Crocifisso (Met tempera beschilderd houten kruis, 1319)
- Asciano, Museo Civico Archeologico e d’Arte Sacra in het Palazzo Corboli: Madonna col Bambino (Tempera op paneel, 65 × 48 cm, ca. 1305-1310, afkomstig uit de Collegiata di Sant’Agata)[7]
- Honolulu, Honolulu Academy of Arts: Madonna col Bambino (Tempera op paneel, ca. 1325-1330)
- Massa Marittima, Cattedrale di San Cerbone (Dom): Crocifisso (Met tempera beschilderd houten kruis)
- Minneapolis, Minneapolis Institute of Arts: Madonna col Bambino (Tempera op paneel, ca. 1310)[8]
- München, Alte Pinakothek: Santa Maddalena (Tempera op paneel, 44,2 × 29,1 cm)[9]
- New York, Metropolitan Museum of Art: Diptiek met een getroonde Madonna met Kind en een Kruisiging (Robert Lehman Collection, Tempera op paneel, 38,1 × 27 cm, ca. 1315)[10]
- Raleigh, North Carolina Museum of Art: Madonna col Bambino (Tempera op paneel, 89,9 × 56,5 cm, ca. 1320-1330)
- Siena, Basilica di San Clemente in Santa Maria dei Servi: Madonna col Bambino (Tempera op paneel, 85 × 52 cm, 1319)
- Siena, Museo Diocesano di Arte Sacra (Oratorio di San Bernardino), Madonna col Bambino (Tempera op paneel, ca. 1310-1317)
- Siena, Pinacoteca Nazionale di Siena: Crocifisso (ca. 1310-1315)[11]

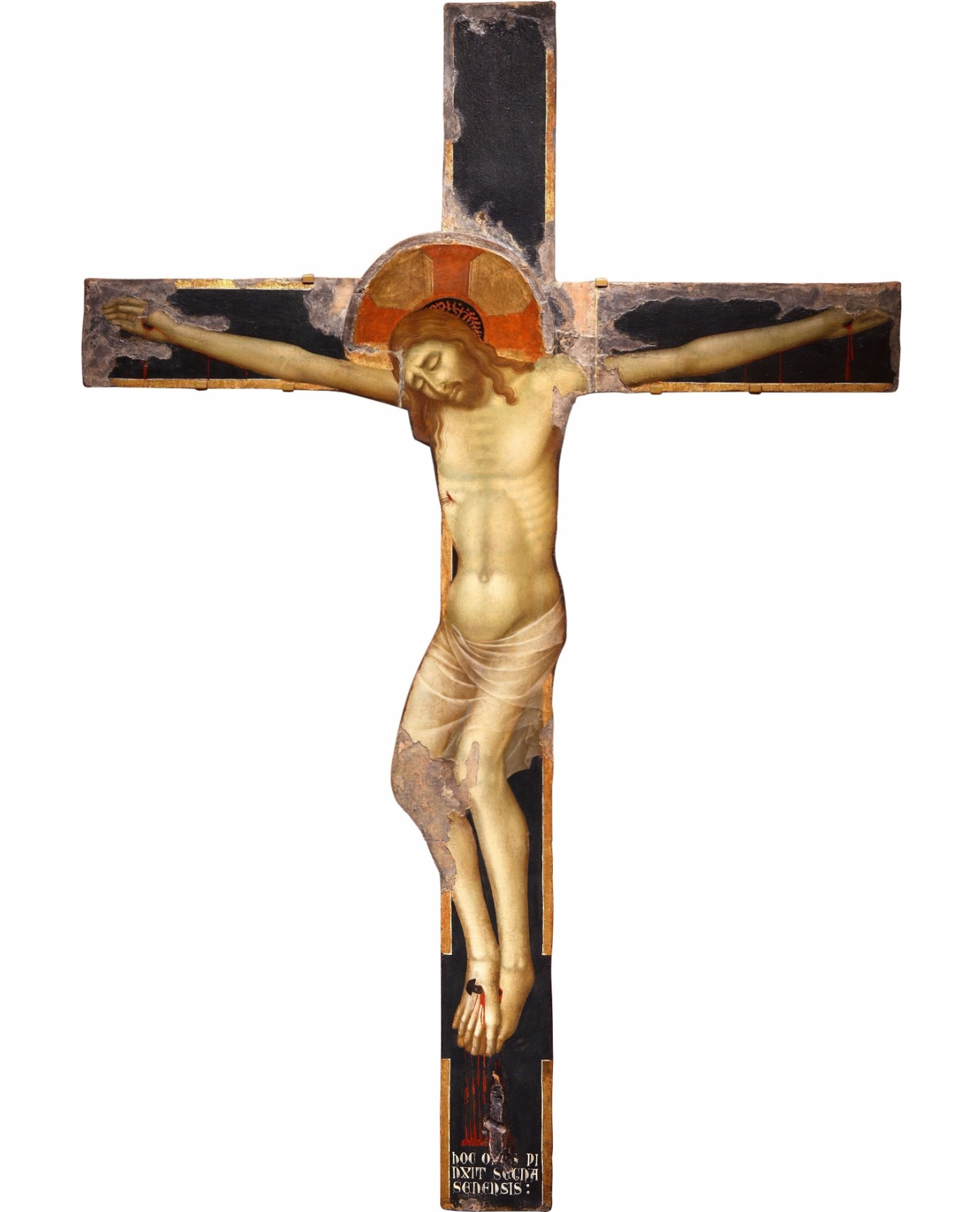
Kruisbeeld, Poesjkinmuseum in Moskou
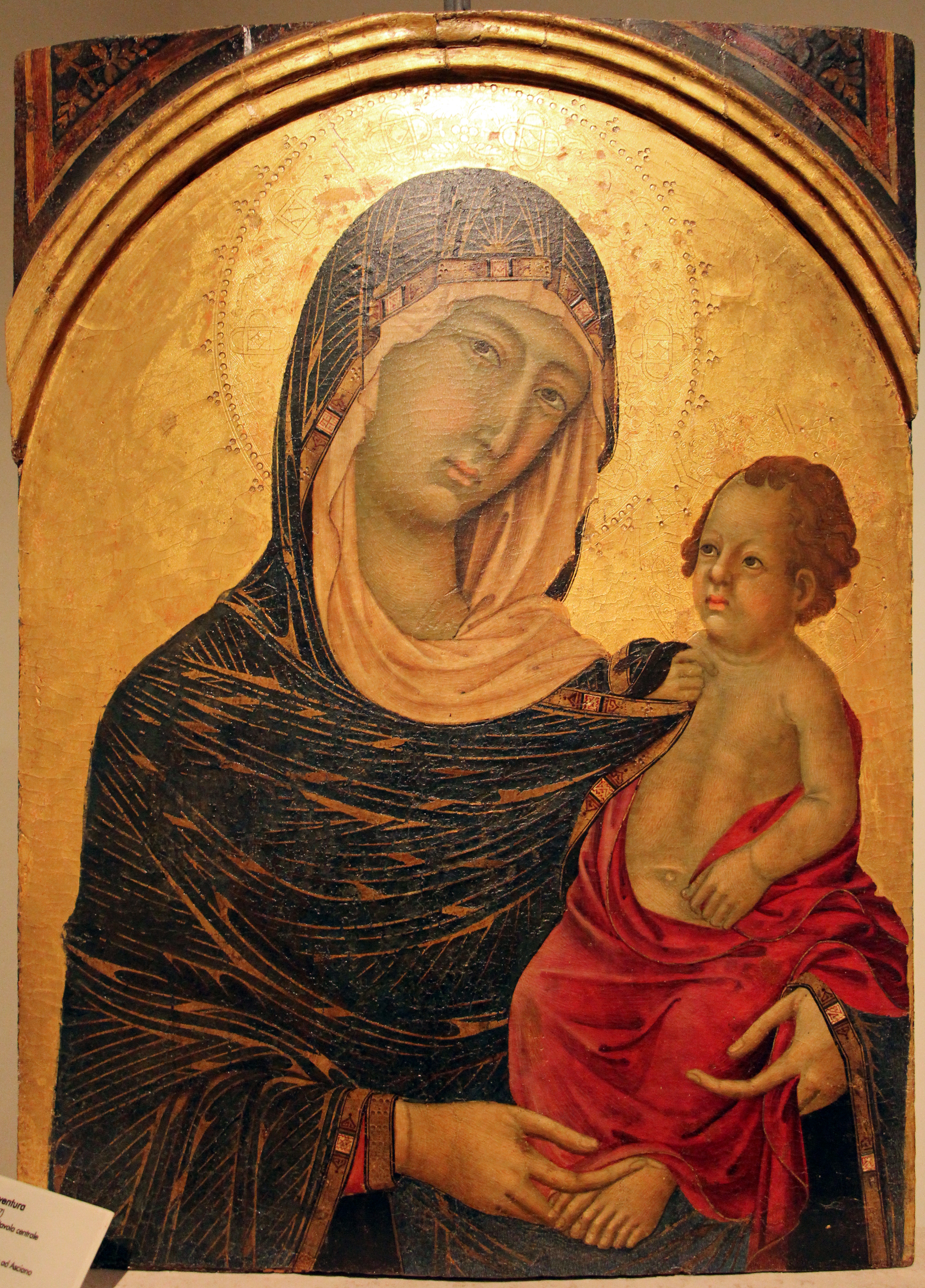
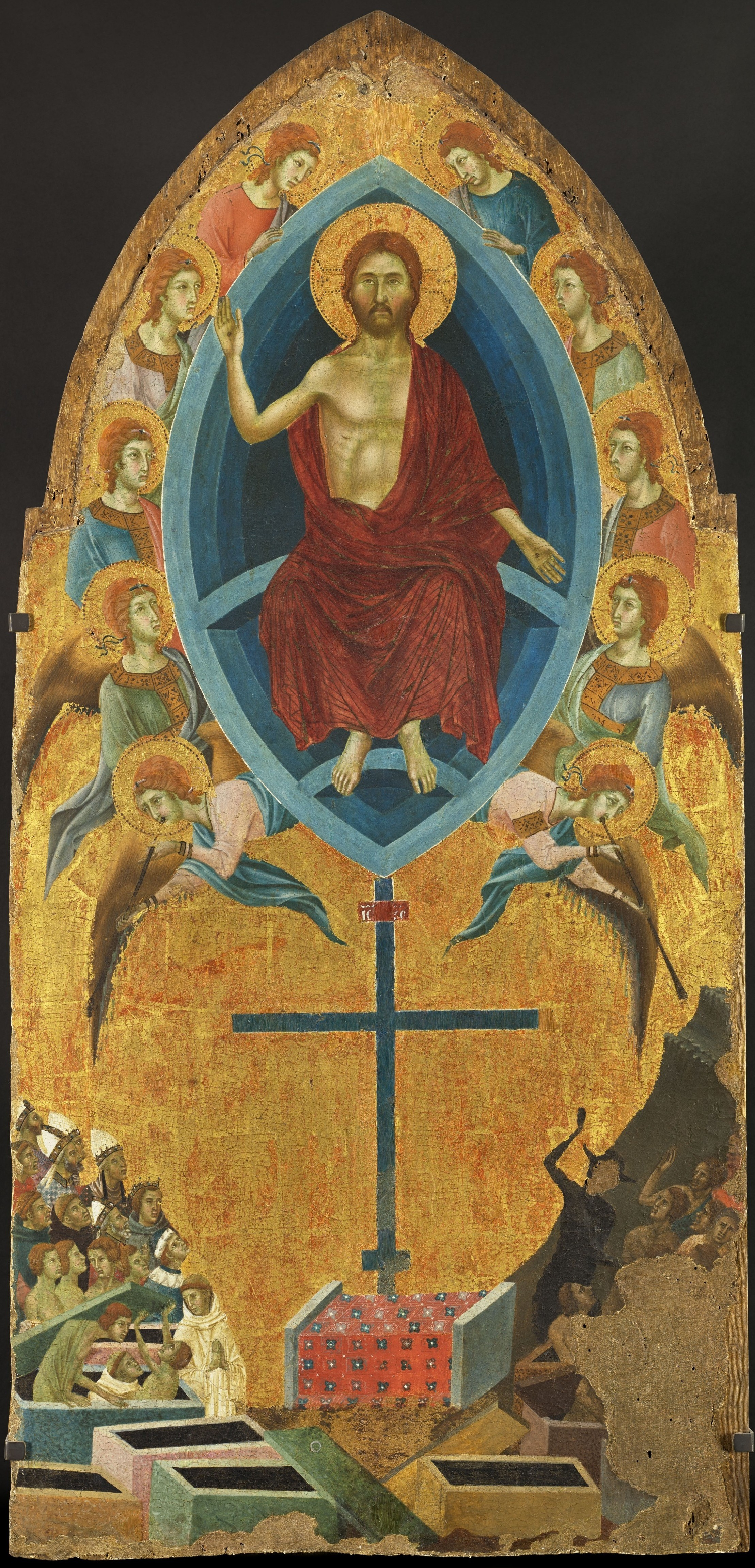
Giudizio Universale ca. 1300-1305, Angers, Musée des Beaux-arts
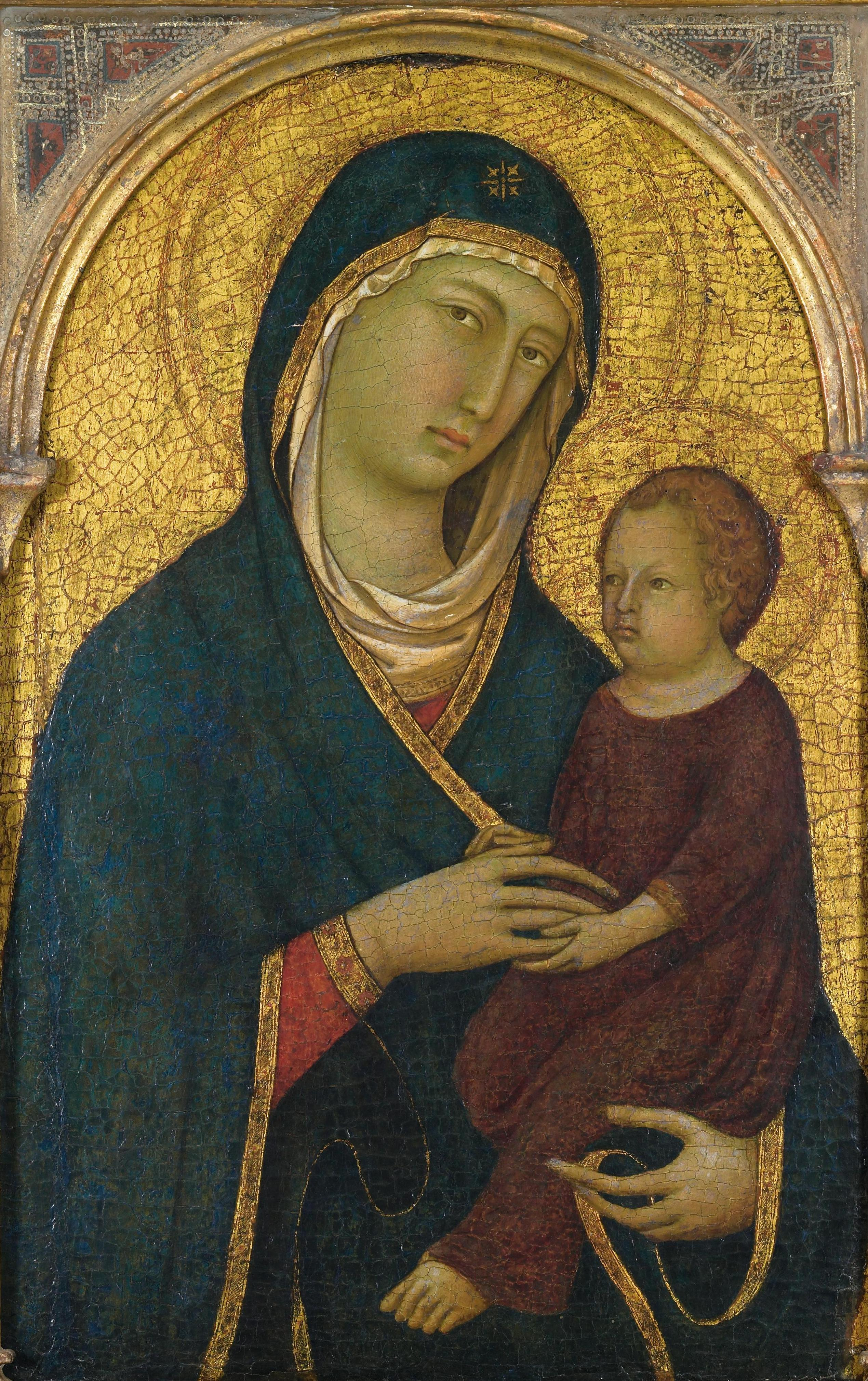
Madonna col Bambino, ca. 1325-1330, Honolulu Academy of Arts

## Stijlkenmerken
Segna bouwt verder op de vroege stijl van Duccio, hoewel hij meer trouw blijft aan de Byzantijnse traditie. Zijn figuren zijn vorstelijk en ver verwijderd van de subtiele nuances, de affectiviteit en de emotionaliteit die zo typisch zijn voor Duccio. De formele, strenge heiligen zijn verouderd te noemen in vergelijking met het werk van Duccio. Ook in de afbeelding van de gewaden blijft Segna gebruik maken van gouden lijntjes om de plooien aan te duiden zoals dat bij de iconen gebruikelijk was. Het modelleren met licht en schaduw doet hij niet of nauwelijks. Maar de sobere grandeur verhindert hem niet om hoofse elegantie in zijn werk te brengen. Hij is constant op zoek naar nieuwe manieren om de moeder-kind relatie in zijn werk beter weer te geven en werd daarbij geïnspireerd door het werk van Simone Martini.
- Gemeinsame Normdatei: 122655745
- International Standard Name Identifier: 0000 0003 9922 4508
- Library of Congress Control Number: nr91028517
- RKD-Nederlands Instituut voor Kunstgeschiedenis: 71807
- Système universitaire de documentation: 135824311
- Union List of Artist Names: 500026523
- Virtual International Authority File: 64894456
- WorldCat: E39PBJyRCbCKJD4Cd8cFBG6BT3